# 测地曲率
测地曲率：设P是曲線（C）上一点，{\displaystyle \alpha }是（C）在P点的单位切向量，{\displaystyle \beta }是主法向量，{\displaystyle \gamma }是副法向量。再设n是曲面S在P点的单位法向量。命{\displaystyle \varepsilon =n\times \alpha }。
曲线（C）在P点的曲率向量{\displaystyle {\ddot {r}}=k\beta }在{\displaystyle \varepsilon }上的投影（也就是在S上P点的切平面上的投影）
{\displaystyle k_{g}={\ddot {r}}\cdot \varepsilon }
称为曲线（C）在P点的测地曲率。

## 相关命题
- 曲面S上的曲线（C），它在P点的测地曲率的绝对值等于（C）在P点的切平面上的正投影曲线（C'）的曲率。

- {\displaystyle k^{2}=k_{g}^{2}+k_{n}^{2}}

式中，k为曲线在P点的曲率，{\displaystyle k_{n}}为曲线在P点的法曲率。

## 二維曲面常用的測地曲率公式
今有一緊緻定向的二維曲面S，其線元素可用曲面的第一基本形式的係數表示為：{\displaystyle ds^{2}=Edu^{2}+2Fdudv+Gdv^{2}\,}，則其度量張量可表成下列關係式：
{\displaystyle (g_{ij})={\begin{pmatrix}g_{11}&g_{12}\\g_{21}&g_{22}\end{pmatrix}}={\begin{pmatrix}E&F\\F&G\\\end{pmatrix}}}
每當進行涉及到微分幾何的實用演算時，都會用到其分量形式以利細部計算，因此有必要將前述向量形式定義的測地曲率以其分量形式來表徵，以下將界定在二維曲面上局部範圍，有關公式及其推導過程，可於列出的相關參考文獻中找到。

### 二維曲面測地曲率之Beltrami公式
令{\displaystyle C}為曲面S上的一正則曲線，在此曲線上以其弧長{\displaystyle s}為參數，則曲線{\displaystyle C}的參數方程式為{\displaystyle C:r(s)=(u(s),v(s))}，則它在P點的測地曲率{\displaystyle k_{g}}可表為下列克氏符號（全稱克里斯多福符號，Christoffel symbols）相關的表示式

：
{\displaystyle k_{g}={\sqrt {EG-F^{2}}}\left[\Gamma _{11}^{2}\left({\frac {du}{ds}}\right)^{3}+\left(2\Gamma _{12}^{2}-\Gamma _{11}^{1}\right)\left({\frac {du}{ds}}\right)^{2}{\frac {dv}{ds}}+\left(\Gamma _{22}^{2}-2\Gamma _{12}^{1}\right){\frac {du}{ds}}\left({\frac {dv}{ds}}\right)^{2}-\Gamma _{22}^{1}\left({\frac {dv}{ds}}\right)^{3}+{\frac {du}{ds}}{\frac {d^{2}v}{ds^{2}}}-{\frac {d^{2}u}{ds^{2}}}{\frac {dv}{ds}}\right]}
上述用克式符號表示測地曲率的一般公式即是所謂的Beltrami公式(Beltrami's formula for geodesic curvature.)。這裡所用的克氏符號 Γk
ij 在有些書籍還會沿用舊式的 {k
ij}符號注記。由於克式符號屬曲面的內蘊性質，而上述測地曲率一般公式只和克式符號與曲面第一基本形式有關，因此，測地曲率必然是屬曲面的內蘊幾何量。
今若曲線{\displaystyle C}是沿著{\displaystyle u=(s)}座標線的話，此時{\displaystyle v=}常數，使得{\displaystyle dv/ds=0}以及{\displaystyle du/ds=1/{\sqrt {g_{11}}}}，那麼其測地曲率可算得為：
{\displaystyle (k_{g})_{u-line}=\Gamma _{11}^{2}{\dfrac {\sqrt {EG-F^{2}}}{E{\sqrt {E}}}}=\Gamma _{11}^{2}\left({\dfrac {g^{1/2}}{g_{11}^{3/2}}}\right)}
同理，假如曲線{\displaystyle C}是沿著{\displaystyle v=(s)}座標線的話，使得{\displaystyle u=}常數，因此{\displaystyle du/ds=0}以及{\displaystyle dv/ds=1/{\sqrt {g_{22}}}}，那麼其測地曲率可化簡為：
{\displaystyle (k_{g})_{v-line}=-\Gamma _{22}^{1}{\dfrac {\sqrt {EG-F^{2}}}{G{\sqrt {G}}}}=-\Gamma _{22}^{1}\left({\dfrac {g^{1/2}}{g_{22}^{3/2}}}\right)}

### 二維曲面測地曲率之Liouville公式
令{\displaystyle C}為曲面S上的一正則曲線，在此曲線上以其弧長{\displaystyle s}為參數，則曲線{\displaystyle C}的參數方程式為{\displaystyle C:r(s)=(u(s),v(s))}，今其參數化是採正交座標系，換言之，第一基本形式的係數{\displaystyle F=0}，又令曲線{\displaystyle C}在P點與{\displaystyle u}座標線的夾角為{\displaystyle \theta }，則它在P點的測地曲率{\displaystyle k_{g}}可表為下列與{\displaystyle \theta (s)}夾角相關的Liouville公式

：
{\displaystyle {\begin{aligned}k_{g}&={\dfrac {d\theta (s)}{ds}}-{\dfrac {1}{2{\sqrt {G}}}}{\dfrac {\partial \ln E}{\partial v}}\cos \theta +{\dfrac {1}{2{\sqrt {E}}}}{\dfrac {\partial \ln G}{\partial u}}\sin \theta \\&={\dfrac {d\theta (s)}{ds}}+(k_{g})_{u-line}\cos \theta +(k_{g})_{v-line}\sin \theta \\&={\dfrac {d\theta (s)}{ds}}+(k_{g})_{u-line}{\sqrt {E}}{\dfrac {du}{ds}}+(k_{g})_{v-line}{\sqrt {G}}{\dfrac {dv}{ds}}\end{aligned}}}

上述公式中的{\displaystyle (k_{g})_{u-line}}與{\displaystyle (k_{g})_{v-line}}乃分屬於兩個座標線對應的測地曲率，至於它們的具體表徵是什麼，接下來將分別推導出其詳細內容。首先，考量如若曲線{\displaystyle C}是沿著{\displaystyle u=(s)}座標線的話，此時{\displaystyle v=}常數，則有{\displaystyle dv/ds=0}以及{\displaystyle du/ds=1/{\sqrt {E}}}，那麼該測地曲率可算得為：
{\displaystyle (k_{g})_{u-line}=-{\dfrac {E_{v}}{2E{\sqrt {G}}}}}
同理，假如曲線{\displaystyle C}是沿著{\displaystyle v=(s)}座標線的話，此時{\displaystyle u=}常數，導致{\displaystyle du/ds=0}以及{\displaystyle dv/ds=1/{\sqrt {G}}}，那麼此測地曲率可算得為：
{\displaystyle (k_{g})_{v-line}={\dfrac {G_{u}}{2G{\sqrt {E}}}}}
以上測地曲率之Liouville公式就已列出有三種，若覺得怎麼會有這麼多樣形式，其實還有其他變形，例如可參考網路上更加精簡且優美的形式，這端賴解析問題時，需要配套什麼形式的公式而定。